# Cuprasoroides
Cuprasoroides is een geslacht van kevers uit de familie bladkevers (Chrysomelidae).
De wetenschappelijke naam van het geslacht werd in 1980 gepubliceerd door Daccordi.

## Soorten
- Cuprasoroides convexa Daccordi, 1980